# Peltina nigrimana
Peltina nigrimana är en tvåvingeart som beskrevs av James 1972. Peltina nigrimana ingår i släktet Peltina och familjen vapenflugor.
Artens utbredningsområde är Kuba. Inga underarter finns listade i Catalogue of Life.